# یودای اینوه
یودای اینوه (انگلیسی: Yudai Inoue؛ زادهٔ ۳۰ مهٔ ۱۹۸۹) بازیکن فوتبال اهل ژاپن است.